# Полівецька сільська рада
Поліве́цька сільська́ ра́да — колишня адміністративно-територіальна одиниця та орган місцевого самоврядування в Чортківському районі Тернопільської області. Адміністративний центр — с. Полівці.

## Загальні відомості
- Територія ради: 26,874 км²
- Населення ради: 1 002 особи (станом на 2001 рік)
- Територією ради протікає річка Джуринка

## Населені пункти
Сільській раді були підпорядковані населені пункти:
- с. Полівці

## Історія
Сільська рада утворена у вересні 1940 року.
7 червня 1941 р. ліквідували Барташівську сільську Раду, а територію включили до складу Полівецької сільської Ради.
26 листопада 2020 року увійшла до складу Білобожницької сільської громади.

## Географія
Полівецька сільська рада межувала з Джуринською, Палашівською, Староягільницькою, Шульганівською  сільськими радами — Чортківського району, та Трибухівською сільською радою — Бучацького району.

## Склад ради

### Голови ради
| Прізвище, ім'я, по батькові | Основні відомості | Дата обрання | Дата звільнення |
| --------------------------- | ----------------- | ------------ | --------------- |
| Стасишин Іван Мар′янович    | Сільський голова  | 1990         | 1991            |
| Піхут Ярослав Степанович    | Сільський голова  | 1992         | 1994            |
| Піхут Ярослав Степанович    | Сільський голова  | 1994         | 1998            |
| Піхут Ярослав Степанович    | Сільський голова  | 1998         | 2002            |
| Атаманчук Лідія Ігорівна    | Сільський голова  | 2002         | 2006            |
| Смеричинська Лідія Ігорівна | Сільський голова  | 26.03.2006   | 31.10.2010      |
| Романюк Степан Семенович    | Сільський голова  | 31.10.2010   | 29.05.2013      |
| Гонсевич Іван Едуардович    | Сільський голова  | 25.05.2014   | 25.10.2015      |
| Гонсевич Іван Едуардович    | Сільський голова  | 25.10.2015   | 26.11.2020      |

Примітка: таблиця складена за даними сайту Верховної Ради України

#### Секретарі ради
| Прізвище, ім'я, по батькові    | Основні відомості | Дата обрання | Дата звільнення |
| ------------------------------ | ----------------- | ------------ | --------------- |
| Дмитровська Ярослава Йосипівна | Секретар          | 1990         | 1994            |
| Дмитровська Ярослава Йосипівна | Секретар          | 1994         | 1998            |
| Середа Марія Володимирівна     | Секретар          | 1998         | 2002            |
| Сенюк Марія Володимирівна      | Секретар          | 2002         | 2006            |
| Сенюк Марія Володимирівна      | Секретар          | 2006         | 2010            |
| Сенюк Марія Володимирівна      | Секретар          | 2010         | 2015            |
| Сенюк Марія Володимирівна      | Секретар          | 2015         | 2020            |

### Депутати

#### VII скликання
За результатами місцевих виборів 2015 року депутатами ради стали:
1. Луцишин Богдан Васильович
2. Мохонько Мирослав Іванович
3. Стасюк Олена Романівна
4. Березовська Ольга Олегівна
5. Сенюк Марія Володимирівна
6. Бойчук Наталія Петрівна
7. Мегас Ольга Володимирівна
8. Шкрібляк Уляна Дмитрівна
9. Паршин Анатолій Олександрович
10. Погрібний Богдан Васильович
11. Побуринна Оксана Іванівна
12. Атаманчук Ігор Ількович

#### VI скликання
За результатами місцевих виборів 2010 року депутатами ради стали:
1. Луцишин Богдан Васильович
2. Попова Оксана Мирославівна
3. Максим'юк Василь Богданович
4. Паршин Анатолій Олександрович
5. Сенюк Марія Володимирівна
6. Івасів Марія Броніславівна
7. Стадник Костянтин Євгенович
8. Бойчук Володимир Васильович
9. Тимець Леся Михайлівна
10. Стасюк Олександр Сергійович
11. Побуринна Оксана Іванівна
12. Атаманчук Ігор Ількович

#### V скликання
За результатами місцевих виборів 2006 року депутатами ради стали:
1. Березовська Ольга Олегівна
2. Дідюк Олександра Антонівна
3. Дмитровська Ярослава Йосипівна
4. Івасів Марія Броніславівна
5. Підгурський Віктор Ярославович
6. Потюк Наталія Богданівна
7. Сад Ігор Васильович
8. Семанишин Олександра Миколаївна
9. Сенюк Марія Володимирівна
10. Середа Марія Володимирівна
11. Тимець Леся Михайлівна
12. Мир Катерина Федорівна

#### IV скликання
За результатами місцевих виборів 2002 року депутатами ради стали:
1. Стасишин Іван Мар′янович
2. Середа Марія Володимирівна
3. Дацишин Михайло Васильович
4. Дацишин Василь Євгенович
5. Мельник Богдан Дмитрович
6. Сенюк Марія Володимирівна
7. Дмитровська Ярослава Йосипівна
8. Голодрига Богдан Йосипович
9. Чир Іван Мирославович
10. Семанишин Олександра Миколаївна
11. Сенюк Зінаїда Володимирівна
12. Федорків Василь Богданович
13. Сад Марія Миколаївна
14. Конікович  Сергій Олександрович
15. Івасів Іван Маркіянович

#### III скликання
За результатами місцевих виборів 1998 року депутатами ради стали:
1. Квасниця Оксана Мирославівна
2. Середа Марія Володимирівна
3. Голодрига Михайло Ярославович
4. Стасишин Марія Григорівна
5. Сенюк Марія Володимирівна
6. Дмитровська Ярослава Йосипівна
7. Голодрига Богдан Йосипович
8. Смеречинський Андрій Антонович
9. Мельник Богдан Дмитрович
10. Дацишин Богдан Євгенович
11. Думак Ярослава Михайлівна
12. Франків Богдан Йосипович
13. Франків Василь Богданович
14. Дацишин Антоніна Орестівна
15. Дацишин Василь Євгенович

#### II скликання
За результатами місцевих виборів 1994 року депутатами ради стали:
1. Стасишин Іван Мар′янович
2. Шуригайло Ганна Володимирівна
3. Ковалик Йосип Іванович
4. Сенюк Марія Володимирівна
5. Дмитровська Ярослава Йосипівна
6. Таняк Розалія Андріївна
7. Чир Мирослав Іванович
8. Думак Ярослава Михайлівна
9. Побуринний Микола Михайлович
10. Погрібна Марія Михайлівна
11. Стадник Євген Костянтинович

#### I скликання
За результатами місцевих виборів 1990 року депутатами ради стали:
1. Стасишин Іван Мар′янович
2. Сенюк Богдан Васильович
3. Таняк Богдан Дмитрович
4. Піхут Ярослав Степанович
5. Таняк Розалія Андріївна
6. Дмитровська Ярослава Йосипівна
7. Жиромська Оксана Іванівна
8. Мацьків Микола Михайлович
9. Побуринний Микола Михайлович
10. Погрібний Богдан Васильович
11. Атаманчук Наталія Анатоліївна
12. Погрібна Марія Михайлівна